# Sebastiaan De Wilde
Sebastiaan De Wilde (Wetteren, 2 februari 1993) is een Belgisch voetballer die doorgaans speelt als centrale verdediger. In juli 2023 verliet hij KSC Lokeren-Temse.

## Clubcarrière
De Wilde speelde in België in de jeugd van Eendracht Laarne, Lokeren en Anderlecht. In de zomer van 2013 besloot de verdediger die laatste club te verlaten een contract te tekenen bij FC Eindhoven. Zijn debuut maakte hij op 25 oktober 2013, toen in eigen huis met 1–3 werd verloren van Excelsior. De Wilde begon als reservespeler en kwam na een uur spelen binnen de lijnen als vervanger van Jasper Waalkens. Zijn eerste treffers volgden in het seizoen 2016/17. De eerste daarvan was op 30 oktober 2016. Tegen SC Cambuur opende hij een minuut voor rust de score. In de tweede helft werd de voorsprong verdubbeld, toen Dario Van den Buijs een strafschop benutte. Bij deze twee treffers bleef het ook. In maart 2017 werd zijn aflopende verbintenis met een jaar verlengd. De Wilde verkaste medio 2018 transfervrij naar Lommel SK, waar hij zijn handtekening zette onder een verbintenis voor de duur van twee seizoenen. In mei 2019 besloten De Wilde en Lommel een punt te zetten achter hun samenwerking. Hierop tekende De Wilde voor drie seizoenen bij Knokke. Na afloop van zijn verbintenis bij Knokke trok KSC Lokeren-Temse hem transfervrij aan.

## Clubstatistieken
| Seizoen | Club              | Competitie       | Competitie | Competitie | Beker | Beker | Internationaal | Internationaal | Nacompetitie | Nacompetitie | Totaal | Totaal |
| Seizoen | Club              | Competitie       | Wed.       | Dlp.       | Wed.  | Dlp.  | Wed.           | Dlp.           | Wed.         | Dlp.         | Wed.   | Dlp.   |
| ------- | ----------------- | ---------------- | ---------- | ---------- | ----- | ----- | -------------- | -------------- | ------------ | ------------ | ------ | ------ |
| 2013/14 | FC Eindhoven      | Eerste divisie   | 17         | 0          | 0     | 0     | —              | —              | —            | —            | 17     | 0      |
| 2014/15 | FC Eindhoven      | Eerste divisie   | 16         | 0          | 1     | 0     | —              | —              | 0            | 0            | 17     | 0      |
| 2015/16 | FC Eindhoven      | Eerste divisie   | 27         | 0          | 1     | 0     | —              | —              | 2            | 0            | 30     | 0      |
| 2016/17 | FC Eindhoven      | Eerste divisie   | 20         | 2          | 2     | 0     | —              | —              | —            | —            | 22     | 2      |
| 2017/18 | FC Eindhoven      | Eerste divisie   | 31         | 0          | 2     | 0     | —              | —              | —            | —            | 33     | 0      |
| 2018/19 | Lommel SK         | Eerste klasse B  | 22         | 0          | 2     | 0     | —              | —              | —            | —            | 24     | 0      |
| 2019/20 | Knokke            | Tweede afdeling  | 20         | 1          | 0     | 0     | —              | —              | —            | —            | 20     | 1      |
| 2020/21 | Knokke            | Eerste nationale | 2          | 0          | 1     | 0     | —              | —              | —            | —            | 3      | 0      |
| 2021/22 | Knokke            | Eerste nationale | 13         | 0          | 2     | 0     | —              | —              | 1            | 0            | 16     | 0      |
| 2022/23 | KSC Lokeren-Temse | Tweede afdeling  | 11         | 0          | 2     | 0     | —              | —              | —            | —            | 13     | 0      |
| Totaal  | Totaal            | Totaal           | 179        | 2          | 13    | 0     | 0              | 0              | 3            | 0            | 195    | 2      |

Bijgewerkt op 6 december 2024.